# سیارک ۱۱۴۲۷
سیارک ۱۱۴۲۷ (به انگلیسی: 11427 Willemkolff، نامگذاری:2611P-L) یازده هزار و چهارصد و بیست و هفتمین سیارک کشف شده‌است که در ۲۴ سپتامبر ۱۹۶۰ کشف شد.